# Junior (película)
Junior es una película de 1994 escrita por Kevin Wade y Chris Conrad y dirigida por Ivan Reitman. Está protagonizada por Arnold Schwarzenegger y Danny DeVito.

## Sinopsis
El Dr. Alex Hesse, y el Dr. Larry Arbogast, quien dirige una clínica de fertilización, crean una droga llamada “embaracina”, que tiene la capacidad de hacer quedar embarazadas a las hembras que no pueden hacerlo a través de métodos convencionales.
Hasta ahora, con fondos propios y de una universidad que también les provee del laboratorio, solamente han logrado probar la nueva droga en primates, obteniendo resultados positivos. Deseosos de dar el siguiente paso (la experimentación en humanos), Hesse y Arbogast llevan la solicitud al comité que aprueba este tipo de experimentos, el cual es presidido por el Dr. Noah Barnes y quien también es Decano en la Universidad que apoya a Hesse y Arbogast.
Alex, al enterarse de que el comité negó la solicitud de experimentar en humanos, se encierra en el laboratorio negándole el paso al Dr. Barnes, por lo que este último se ve obligado a llamar por teléfono al Dr. Arbogast para darle la noticia de que fueron rechazados y que la universidad les va a quitar el apoyo (incluyendo el laboratorio).
Por otro lado Larry recibe la visita de su exesposa Ángela (aparentemente estéril) y esta le cuenta que está embarazada. Larry creyó que era suyo, pero Ángela le aclara que no, ya que ella se hizo una fertilización in vitro. Más adelante él pensó que fue uno de los músicos de la banda Aerosmith. Al ver que el bebé no tiene nada que ver con él, le pregunta a Ángela que quiere de él, y ella le solicita que el sea su doctor durante el embarazo y este se niega.
El laboratorio le sería entregado a la Dra. Diana Reddin, quien trae un proyecto de criogenia de óvulos y por un accidente al bajar su máquina criogénica de un camión conoce a Hesse y Arbogast, quedando enamorada a primera vista de Alex. Después de este encuentro la Dra. Reddin le propone al Dr. Arbogast usar parte de su laboratorio para continuar su proyecto, sin saber de qué se trataba este.
Al ver que su proyecto se iba al caño, Larry convence a Alex probar la embaracina en este último utilizando un óvulo “donado anónimamente”, pero decide robarlo de la máquina criogénica de la Dra. Reddin. Una vez el óvulo fue fecundado con el esperma de Alex, proceden a ubicarlo en el abdomen de Alex, quedando “embarazado”. Poco a poco y con la ayuda de la ingesta regular de la embaracina, Alex experimenta todos los síntomas de un embarazo como las mujeres, desde el sentimiento materno hasta la sensación de ser realmente una mujer.
Para ocultar el experimento de las preguntas y curiosidades de Diana, Larry inventa que Alex sufre una enfermedad que provoca que los hombres de un pueblo austriaco (de donde se supone es natural Alex) sufran de gordura. Por otro lado, Larry ha estado contactando con una empresa farmacéutica canadiense para comerciar la embaracina fuera de las restricciones del comité.
En una convención farmacéutica Larry afina detalles con la empresa, pero el Dr. Barnes sospecha que Hesse y Arbogast están experimentando con humanos de forma ilegal. En ese momento los desniveles hormonales de Alex se salen de control y Larry decide terminar el experimento, pero esa misma noche Alex decide llevarlo a término a escondidas de Larry y los demás.
Poco a poco la relación entre la Dra. Reddin y el Dr. Hesse se va estrechando hasta que comienza a ser una relación amorosa, y en una cita, cuando Alex le iba a confesar que estaba probando la embaracina en sí mismo, ella le interrumpe y le comenta que ella usó su técnica criogénica para congelar uno de sus óvulos. En ese momento Alex siente que el óvulo usado era el de Diana, lo cual confirma en una discusión con Larry. Ángela al ver el trato de Larry con Alex cree que son una pareja homosexual pero estos les dicen que Alex está embarazado y Ángela se desmaya.
Luego, Barnes confirma su sospechas de que están llevando un embarazo sostenido con embaracina y que el sujeto de pruebas es nada más y nada menos que el Dr. Alex Hesse. Por otro lado Alex le explica a Diana el experimento de la embaracina y que usaron su óvulo para realizar el experimento, esta se indigna y le increpa sobre la actitud “machista” de Alex. En ese momento el Dr. Banes trata de atrapar a Alex, pero gracias a que Larry aparece, se escapan y esconden a Alex (disfrazado de mujer) en un hospicio de cuidados para mujeres embarazadas.
Mientras Alex se queda en el hospicio, Larry se va a Canadá para firmar el contrato con la farmacéutica. Por otro lado, Alex trata de contactar con Diana y hacer las paces con ella. Conforme pasa los meses y el embarazo de Alex avanza, Diana aparece en la clínica donde está escondido Alex y observa la gestación de este, luego de hablar retoman la relación con una noche entre ambos. En la mañana Alex empieza a tener dolores de parto, por lo que llama a Diana para que le ayude. En ese instante Larry llama a Alex para darle la noticia de que el contrato con la farmacéutica quedó firmado, Alex le avisa que ha entrado en parto y sale a toda prisa. Cuando Larry llega, él y Diana se llevan a Alex a la clínica de Larry.
Un conserje escucha la conversación que Larry y Alex tuvieron y avisa al Dr. Barnes de que un "hombre embarazado va a dar a luz", luego de que Larry recibiera un aviso de que había prensa frente al hospital decide burlar el intento de Barnes de descubrirlos ante la prensa con la ayuda de una muy embarazada Ángela saliendo del auto y conseguir que despidieran a Barnes, Diana sube a un Alex con intensas contracciones hacia las escaleras traseras del hospital. Durante la subida en ascensor Angela empieza a sentir contracciones pero ayuda a Larry y al Dr. Ned a encontrarse con Alex y Diana. Al llegar en una oficina oscura Diana y un Alex con intensas contracciones entran para sentarse en la silla con ruedas, Ángela está con verdaderas contracciones. Mientras lo llevan juntos, el Dr. Ned se sorprende cuando Larry le dice que Alex está en trabajo de parto y que necesita una cesárea al ser un hombre, Ángela entre contracciones hace que el Dr. Ned dudoso camine más rápido, Ángela observando a Diana y Larry llevar a Alex se queda en la sala donde los espera la enfermera Louise mientras llevan a Alex sudando el Dr. Ned y la asistente Willow se sorprenden del embarazo de Alex viendo su enorme barriga y lo llevan a la sala de quirófano, Larry pide a Diana quedarse con Ángela a esperar, Diana escuchando los quejidos de ella se da cuenta de que empezó con las contracciones de parto. En el quirófano Larry y su colega proceden a comenzar la cesárea mientras Alex es tranquilizado por la enfermera y la asistente de Larry de que pronto tendrá a su bebé, afuera Diana trata de tranquilizar inútilmente a una parturienta Ángela que está en trabajo de parto, Diana está preocupada por la cirugía pero Ángela entre contracciones le dice que todo saldrá bien, en el quirófano Alex ve nacer a una niña a la cual nombra Junior (en honor al nombre que Diana le dio al óvulo y que Alex le dio cuando estaba embarazado). Al momento en que nace Junior, Larry sale a avisar a Diana y encuentra a Ángela en el suelo en un avanzado trabajo de parto por lo que pide a la enfermera Louise una silla de ruedas y la sala de parto lista, Ángela entre las constantes contracciones le pide ser el doctor, mientras Diana entra ve a Alex con la bebé y se reúnen felices luego se ve a Ángela pujando y dando a luz asistida por Louise y por Larry, Ángela tiene un varón y en medio de la emoción se reconcilian.
Luego de 1 año se ve a Junior y al hijo de Larry en su cumpleaños en la playa y ahora se puede ver a Diana embarazada y sintiendo algunas patadas, Ángela felicita a Diana por su embarazo y esta le da la idea a Ángela de que le den un hermano a su hijo. Ella se niega por todo lo que tuvo que pasar durante el embarazo, pero Alex le responde: "No es necesario que seas tú quien lo tenga". entonces Diana, Alex y Ángela voltean donde está sentado Larry y este se niega a los planes que ellos tenían en mente y sale huyendo de Alex, Ángela ayuda a la físicamente embarazada Diana a levantarse. La escena termina con el alejamiento de la toma.
La Embaracina.
Es una droga experimental desarrollada por el Dr. Alex y el Dr. Larry para paliar cuadros de infertilidad femenina, demostró ser capaz de mantener un cuadro de embarazo en un paciente simio masculino bajo dosis constantes. El Dr. Alex decidió experimentar consigo mismo la droga y experimento un embarazo completo incluso con contracciones de parto.
Efectos.
La droga es capaz de mantener un embarazo en pacientes independientes de su género, experimentado por el mismo Dr. Alex su desarrollador fue capaz de embarazarse y experimentar todos los cuadros de gestación incluyendo contracciones.
El Dr. Alex necesitó de una césarea debido a las diferencias biológicas durante el trabajo de parto que estaba experimentando.

## Elenco
- Arnold Schwarzenegger como Dr. Alex Hesse: El científico que se inyecta en sí mismo su droga creada por él, experimenta un embarazo igual que una mujer, al inicio frío durante el embarazo experimenta un lado más maternal.
- Danny DeVito como Dr. Larry Arbogast: El compañero de trabajo de Alex que ve el potencial de la droga de Alex para la infertilidad de las mujeres. Su exesposa es Angela.
- Emma Thompson como Dr. Diana Reddin: La doctora que aportó involuntariamente un óvulo para el experimento de Alex, se enamora de él después y luego se vuelve su esposa además de quedar embarazada.
- Frank Langella como Dr. Noah Barnes: Es el doctor que sospechó que Alex se había inyectado y embarazado con su propio experimento aunque no pudo confirmarlo en la noche del parto y fue despedido.
- Pamela Reed como Angela: Es la exesposa de Larry, quedó embarazada supuestamente por pasar la noche con el entrenador personal del grupo musical Aerosmith, aunque al final admite que se hizo una IFD.
- Aida Turturro como Louise: Enfermera y ayudante de Larry, fue avisada por Larry del embarazo de Alex y ayudó a tranquilizarlo en la cesárea. Estuvo también en el parto de Angela.
- James Eckhouse como Ned Sneller: Fue el doctor que ayudó en la cesárea de Alex, se sorprendió de que Alex fuera realmente un hombre embarazado.
- Megan Cavanagh como Willow: Asistente personal de Larry, se sorprendió al ver a Alex en trabajo de parto pese a ser un hombre, estuvo en la cesárea de él tranquilizándolo junto a Louise.
- Julie Brown como El Bebé: Protagonizó al famoso bebé de Alex en la última parte de la película y estuvo en el sueño de Alex que realmente fue una pesadilla.

Curiosidades.
• Alex al inicio tiene un sueño premonitorio de lo que le pasará durante la película.
• Alex tanto a Diana como en el hospicio dice ser de un pueblo de Austria, una referencia a que su actor es de ese país.
• Alex logra soportar las contracciones desde el hospicio hasta el hospital posteriormente Ángela estaría soportando las contracciones en la sala esperando que Larry salga del quirófano.
• Solo había pasado unos 3 minutos desde que Diana entró y se reunió con Alex y se ve a Ángela pujando y dar a luz lo que indica que estaba en un avanzado trabajo de parto cuando Larry salió del quirófano.

## Recepción

### Taquilla
La película en su país recaudó más de la mitad de su presupuesto ($37 millones contra $60 millones), en todo el mundo obtuvo $108 millones.